# Liga da Juventude Comunista da Iugoslávia
A Liga da Juventude Comunista da Iugoslávia,  comumente conhecida como Liga Jovem Comunista da Iugoslávia, ou simplesmente Juventude Comunista, foi a ala jovem do Partido Comunista da Iugoslávia de 1919 a 1948. Embora tenha sido banido apenas dois anos após a sua criação e às vezes processado implacavelmente, continuou a trabalhar clandestinamente e foi uma organização influente entre a juventude revolucionária no Reino da Iugoslávia e, consequentemente, tornou-se um importante organizador da resistência partidária à ocupação do Eixo e ao forças traidoras locais. Após a Segunda Guerra Mundial, o SKOJ tornou-se parte de uma organização mais ampla da juventude iugoslava, a Juventude Popular da Iugoslávia, que mais tarde se tornou a Liga da Juventude Socialista da Iugoslávia.

## História

### SKOJ original
O SKOJ foi fundado em Zagreb em 10 de outubro de 1919 como uma organização política da juventude revolucionária, a juventude que seguiu a política do Partido Socialista dos Trabalhadores da Iugoslávia, comunista. 

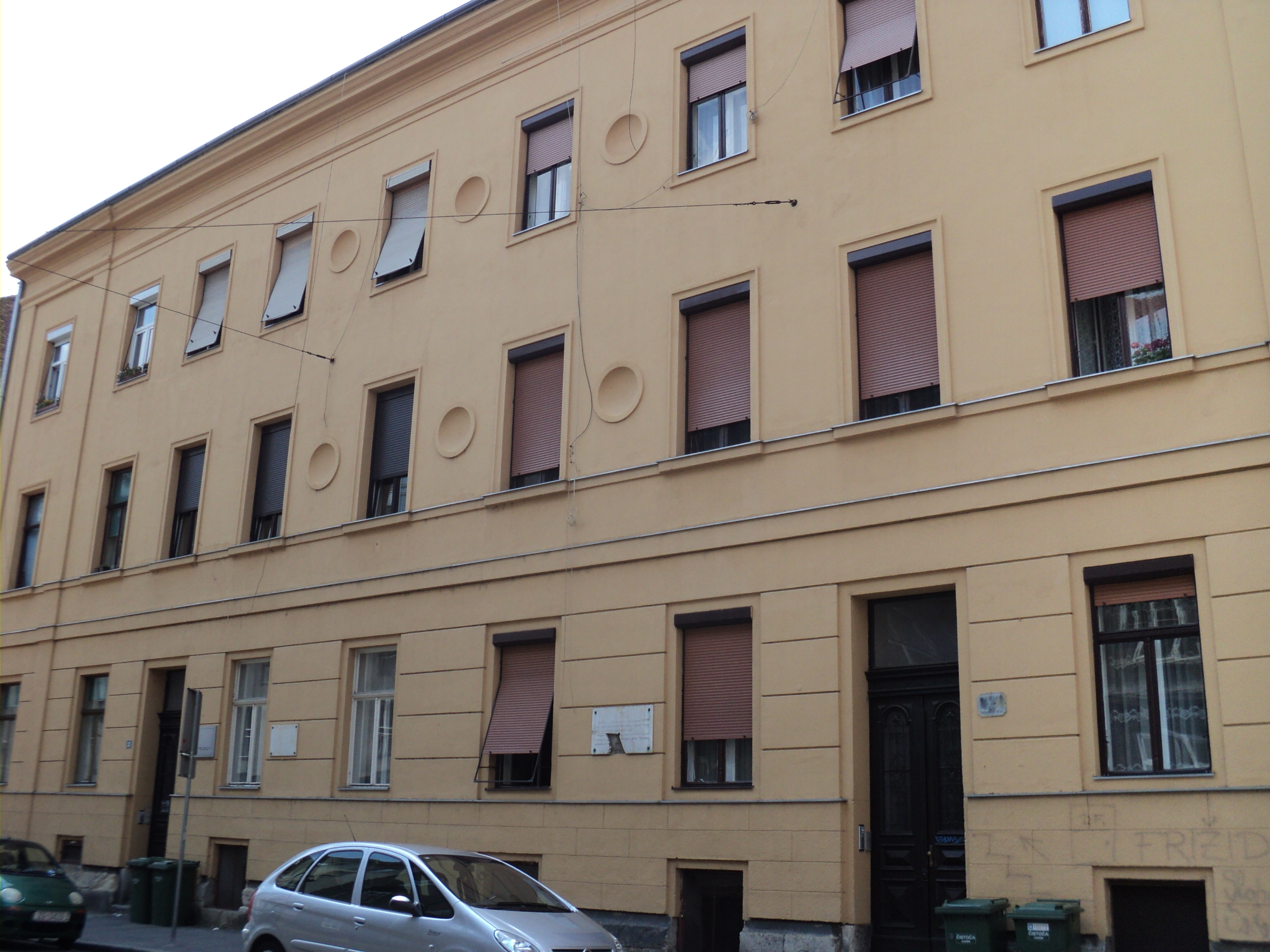
Edifício em Zagreb onde o SKOJ foi fundado em outubro de 1919.

Os comitês regionais foram originalmente estabelecidos, mas foram abolidos em 1920. Em 1921, a organização foi banida juntamente com o partido, entretanto renomeado como Partido Comunista da Iugoslávia. Dois congressos foram realizados clandestinamente durante a década de 1920, o Segundo Congresso em junho de 1923 e o Terceiro Congresso em junho de 1926. SKOJ era afiliado à Internacional Comunista Juvenil. Os comitês regionais foram restabelecidos em 1939.

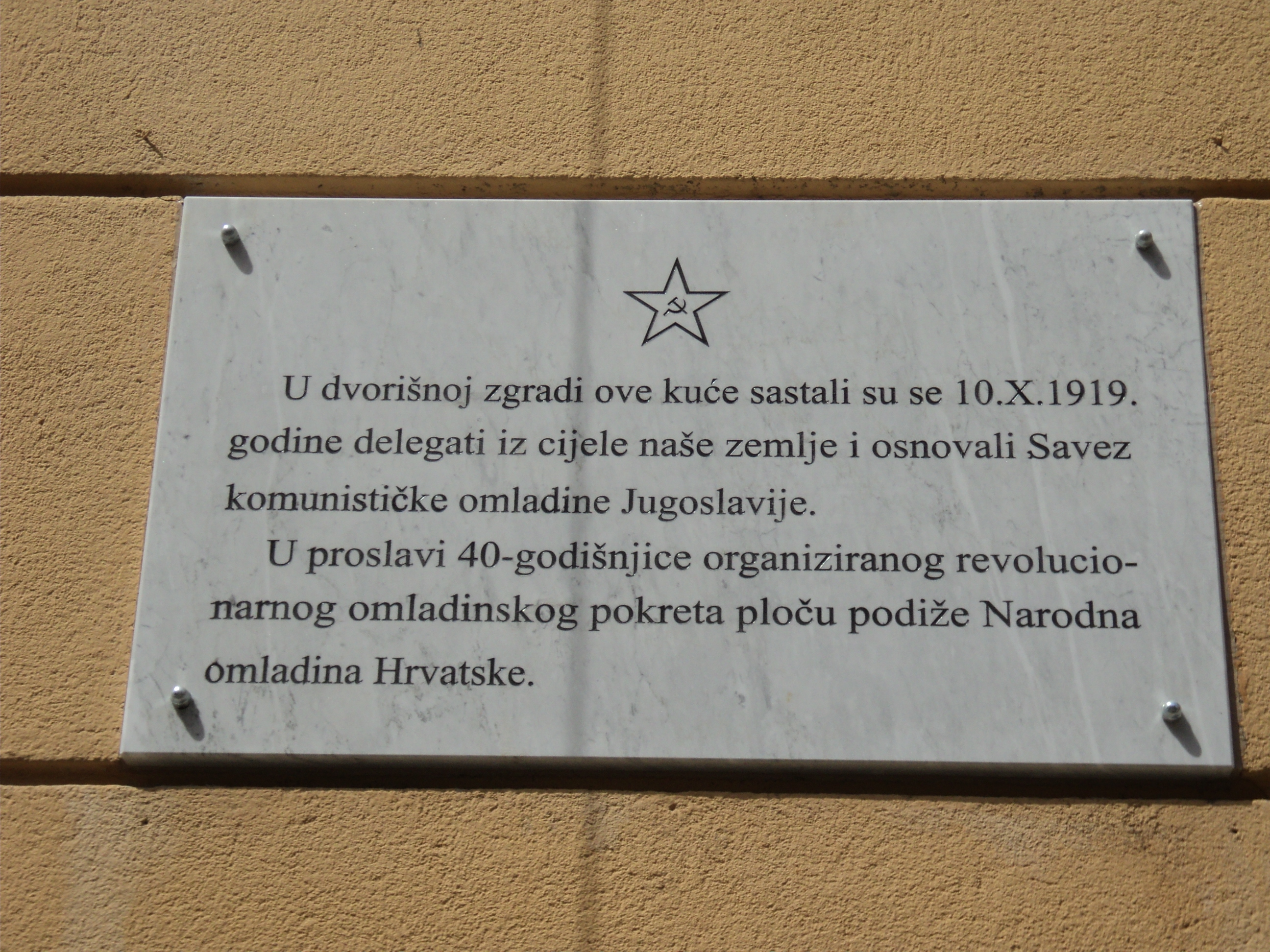
Placa comemorativa no prédio.

### Sete Secretários do SKOJ
Sete Secretários do SKOJ, também conhecidos como Sete Corajosos, foram sete figuras importantes da organização, entre 1924 e 1931, que morreram nas mãos do governo, em confronto direto com a gendarmaria, suicídio, ou indiretamente como consequência de terem sido subjugados a condições extremamente precárias durante a prisão e/ou tortura, que levam à sua morte por debilidade extrema e doença. Os Sete foram, na sequência de assumir a função de secretário da organização:   
- Zlatko Šnajder (1903, Slavonski Brod), secretário da organização entre 1924-1926; preso em 1926; enquanto estava na prisão, foi torturado e sofreu vários espancamentos antes de ser finalmente libertado em maio de 1931, mas morreu três meses depois de tuberculose.
- Mijo Oreški (1905, Zagreb), secretário da organização entre 1926-1928, e novamente como secretário político com Mišić como secretário da organização entre janeiro de 1929 e julho de 1929; ambos foram mortos em troca de tiros com a gendarmaria em 27 de julho de 1929.
- Pavle Pajo Marganović (1904, Kovin u Vojvodini), secretário político entre 1928 e abril de 1929; morreu em consequência da tortura 30. Julho de 1929.
- Josip Debeljak (1902, Orešje u Hrvatskom zagorju), secretário da organização entre 1928-abril de 1929, e novamente entre agosto de 1930-outubro de 1931; ele foi o último dos sete a chefiar a organização e também foi morto em um tiroteio com a gendarmaria em 15 de outubro de 1931 em Zagreb.
- Janko Mišić (1900, Slani Dol kod Samobora), secretário da organização com Oreški como secretário político entre janeiro de 1929 e julho de 1929; ambos foram mortos em troca de tiros com a gendarmaria em 27 de julho de 1929.
- Josip Kolumbo (1905, Kutjevo), político com Popović como secretário da organização entre julho de 1929 e agosto de 1930; ambos cometeram suicídio em 14 de agosto de 1930, após caírem na armadilha da gendarmaria.
- Pero Popović Aga (1905, Užice), organização com Kolumbo como secretário político entre julho de 1929 e agosto de 1930; ambos cometeram suicídio em 14 de agosto de 1930, após caírem na armadilha da gendarmaria.

### Durante a Segunda Guerra Mundial
Depois que as potências do Eixo ocuparam a Iugoslávia em 1941, o SKOJ organizou uma frente unida da juventude com o programa de luta contra o fascismo e a guerra, Comitês Juvenis Antifascistas que no Congresso da Juventude Antifascista da Iugoslávia em Bihać em 1942 se uniram na Liga Unificada de Juventude Antifascista da Iugoslávia (Ujedinjeni savez antifašističke omladine Jugoslavije - USAOJ). SKOJ tornou-se parte da organização guarda-chuva, mas continuou a atuar de forma autônoma dentro dela.

### Iugoslávia socialista pós-Segunda Guerra Mundial
Em maio de 1946, USAOJ foi renomeado Juventude Popular da Iugoslávia (Narodna omladina Jugoslavije - NOJ), e em 1948 SKOJ e NOJ foram unidos em uma única organização, que continuou a usar o nome Juventude Popular da Iugoslávia, e o uso do nome SKOJ foi descontinuado.
A NOJ foi posteriormente renomeada como Liga da Juventude Socialista da Iugoslávia (Savez Socijalističke Omladine Jugoslavije - SSOJ). Este se desintegrou junto com a Iugoslávia no início da década de 1990.

## Legado
A filial eslovena foi transformada na Democracia Liberal da Eslovênia, um dos principais partidos eslovenos.
Após a dissolução da Iugoslávia, o Novo Partido Comunista da Iugoslávia fundou uma ala jovem com o mesmo nome em 1992.